# Mas de Méjanes
 (janvier 2020).
Si vous disposez d'ouvrages ou d'articles de référence ou si vous connaissez des sites web de qualité traitant du thème abordé ici, merci de compléter l'article en donnant les références utiles à sa vérifiabilité et en les liant à la section « Notes et références ».
Le domaine de Méjanes est une exploitation agricole extensive tournée aussi vers le tourisme, située au lieu-dit Méjanes, sur la commune des Saintes-Maries-de-la-Mer, et appartenant à la famille Ricard.

## Description
Le domaine est composé d'un logis de propriétaire remontant dans sa partie la plus ancienne au treizième siècle Le Mas de Méjanes, d'une exploitation agricole extensive (culture du riz, élevage de taureaux et de chevaux) et d'un pôle touristique avec promenade à cheval, sentier pédestre, petit train de visite, arène, kiosque souvenir et deux restaurants (le Méjanes et le Mazet du Vaccarès).
Dans l'arène sont organisés des événements de la Camargue, comme le Réjon d'Or où opèrent les meilleurs rejoneadors de l'année.

## Localisation
Situé sur la rive nord-ouest de l'étang de Vaccarès, il est à mi-chemin entre les Saintes-Maries-de-la-Mer et Arles, non loin du hameau d'Albaron.

## Historique
Des traces de l’existence du domaine dès le Xe siècle se trouvent dans le Livre Rouge de l’archevêché d’Arles. Cependant, à partir de 1048, nous pouvons remonter l’histoire du domaine, grâce aux archives de « l’Authentique du Chapitre d’Arles » où l’on suppose que Méjanes était une succursale, créée par les moines pour que les paysans éloignés de l’abbaye trouvent un lieu de protection proche de leurs champs. Le positionnement du domaine était un lieu stratégique pour l’agriculture, en effet, le petit roseau, très apprécié pour les litières, est cultivé dans les parties les plus salées.
Au Moyen Âge, comme dans l’Antiquité, le sol de la Camargue était plus fertile que de nos jours. A l’époque de la conquête romaine, elle était même connue comme « le grenier de l’armée de Marius ». En 1116, la terre de Méjanes passe dans les mains de Raimond des Beaux. Celui-ci fortifie les lieux.
Pendant le XIIe siècle, Méjanes connait des périodes de perturbations. En effet, en 1165, sur les rives du Vaccarès, ses habitants sont témoins d’un épisode de la querelle des Investitures entre le Pape Alexandre III, exilé en France, et l’antipape Pascal III, soutenu par l’empereur germanique Frédéric Ier Barberousse.
En 1225 Hugues IV des Beaux vend l’étang de Vaccarès à la ville d’Arles mais garde le domaine de Méjanes.
Le temps des croisades. Hugues des Beaux engage contre un prêt important, auprès de la maison d’Arles, tous ses droits sur plusieurs villages de Camargue dont Méjanes. Après sa mort, son fils vend le domaine aux Templiers, qui deviennent Seigneurs de Méjanes en 1240. Au cœur du Delta du Rhône, Méjanes est un point stratégique de surveillance des routes et des cours d’eau avoisinant. La tour de Méjanes reliait par son phare Arles et les Saintes-Maries.
Au XIVe siècle, des jugements contre les Templiers ont lieu. Ceux de Méjanes avaient dû se préparer à leurs arrestations car aucun bien de valeurs ne fut retrouvé sur le domaine. Pendant le procès des Templiers, les commanderies provençales furent rassemblées ; Sainte-Luce d’Arles recevra, parmi d’autres terres, celle de Méjanes. Elle deviendra propriété des Hospitaliers de l'ordre de Saint-Jean de Jérusalem.
De 1453 à 1471, la Camargue et Arles vivent sous la menace des incursions catalanes. Surgis de leurs galères, des pillards aragonais sèment le malheur partout où ils passent. En 1469, les Catalans détruiront «  la Torre dels Fieus. » du Plan du  Bourg, sur la rive gauche du Grand Rhône, elle avait, selon l'historien Philippe Rigaud, "15 mètres de hauteur, trois étages dont deux voûtés et environ 25m2 de surface au sol. » : sa description donnerait -elle une idée de ce que pouvait être la tour de feu de Méjanes?
En 1483, Nicolas d'Aiguières, acquiert un quart de la terre de Méjanes. Il est issu d'une vieille lignée de la noblesse arlésienne d'origine chevaleresque. La famille acquiert peu à peu l'ensemble du domaine, devenant les uniques seigneurs de Méjanes, ainsi que ceux d'Albaron. En 1606, Honoré d’Aiguières fait dresser une croix en face de la vieille tour de défense du mas. Au XVIIe siècle, la propriété passe à la famille Piquet, d'origine noble d'origine picarde, par le mariage de Pierrette d'Aiguières, arrière-petite-fille d'Honoré, avec Jean-Baptiste de Piquet (1689-1747). Le fils de ce dernier, Guillaume de Piquet, est consul d'Arles pendant la grande épidémie de peste qui décime la ville d'Arles en 1720-1721. En récompense de sa conduite, le roi Louis XV érige la terre de Méjanes en marquisat. Son fils Jean-Baptiste Marie de Piquet, second marquis de Méjanes (1729-1786) sera un grand bibliophile dont les collections sont à l'origine de la bibliothèque municipale d'Aix-en-Provence, qui porte le nom de Bibliothèque Méjanes. Ce même personnage crée une société d’agriculture, un service d’observation météorologique et encourage les vaccinations dans les hôpitaux. Il favorise la création de fabriques d’étoffes dans la région. À sa mort, Méjanes passe à son neveu, Jean-Baptiste de Meyran, marquis de Lagoy, fils de sa sœur Thérèse Catherine de Piquet. En 1826,  le marquis de Lagoy vend la propriété au comte Isidore de Villandry de Montmaur. 
Au XVIe siècle, les terres devenant moins productives, les propriétaires avaient alors fait des travaux d’endiguement du fleuve pour se protéger des inondations et favoriser l’irrigation.
C’est à ce moment-là que commence en Camargue la culture du riz, de la canne à sucre et de la garance (cultivée pour la teinture rouge extraite de ses rhizomes). Mais en 1613, une terrible invasion de criquets dévastera la région. Sans eau potable, envahi de moustiques, le mas sera abandonné, seuls les taureaux et les chevaux survivront dans ces conditions extrêmes.
Aux XVIIIe et XIXe s., le delta bénéficie de la révolution des transports, les débuts de la navigation à vapeur sur le fleuve, et l’inauguration en 1848 de la ligne de chemin de fer Avignon-Marseille via Arles. L’agriculture, première ressource, repose encore sur le blé, la vigne et l’élevage du mouton. Au fil du XXe siècle, le blé et le mouton déclinent au profit du riz, du taureau et du cheval.
Le delta est d’abord réserve nationale en 1927 puis devient Parc Naturel régional en 1970.
L'époque de la famille Ricard
Le 29 décembre 1939, la société des Raffineries de sucre de Saint-Louis vend le domaine à Madame Rose Pauline Joséphine Cournand et à son fils, Paul Ricard, le créateur du pastis portant le même nom. En 1940, le gouvernement de Vichy interdit la vente des boissons alcoolisées de plus de 16 degrés. Paul Ricard doit alors abandonner la fabrication de son pastis dans l’usine de Sainte-Marthe. Il décide alors de « devenir paysan et produire du lait en Camargue ». Pour soustraire ses anciens employés au Service du Travail Obligatoire, il décide le repli de l’entreprise et de ses employés à Méjanes. Il achète des vaches laitières et produit jusqu’à 2500 litres de lait par jour. Paul Ricard reconvertit ses hommes en maçons, éleveurs, travailleurs agricoles. Sur le domaine, on y cultive à présent des céréales, des légumes, des arbres fruitiers et même du riz. Des années plus tard, il fait de Méjanes un bastion des traditions taurines et provençales. Paul Ricard a légué Méjanes à sa fille Michèle qui, avec ses deux enfants et la famille Guillot (depuis les années 1970), assure la continuité du domaine. En 2020, la société Ricard interrompt le financement de la propriété, dont la gestion est désormais uniquement assumée par Michèle Ricard et la famille Guillot.
Aujourd’hui, le domaine de Méjanes se distingue par ses arènes, haut lieu des jeux gardians et taurins. Elles ont été édifiées par Paul Ricard et inaugurées le 3 juillet 1955. Les arènes de Méjanes sont inscrites à l’Inventaire des Monuments historiques et bâtiments protégés des Saintes-Maries-de-la-Mer.